# Nanorana rarica
Nanorana rarica är en groddjursart som först beskrevs av Dubois, Matsui och Annemarie Ohler 2001.  Nanorana rarica ingår i släktet Nanorana och familjen Dicroglossidae. IUCN kategoriserar arten globalt som otillräckligt studerad. Inga underarter finns listade i Catalogue of Life.